# 왓 위민 원트
왓 위민 원트(What Women Want)는 2000년 로맨틱 코미디 판타지 영화이다. 여피족처럼 태평한 삶을 살고 있는 중년의 광고기획사 기획자 닉 마샬(Nick Marshall)이 우연히 발생한 감전 사고로 여자들의 속마음을 읽게 되면서 벌어지는 일들을 다루고 있다. 문화방송 《주말의 극장》에서 한국어로 더빙하여 방영하였다.

## 줄거리
시카고의 광고 회사 임원인 닉 마샬은 여성에게 인기 있는 카사노바이자 남성적인 제품 광고에 능숙한 인물이다. 그는 승진을 기대하지만, 회사는 여성 고객층을 확대하기 위해 경쟁사인 다아시 맥과이어를 고용한다. 닉은 여성용 제품 광고 아이디어를 내라는 지시를 받고, 집에서 감전 사고를 당한 후 여성들의 생각을 들을 수 있는 능력을 얻게 된다. 처음에는 여성들이 자신을 싫어한다는 사실에 불쾌감을 느끼지만, 곧 이 능력을 활용해 직장과 개인적인 관계를 개선하기 시작한다.
닉은 다아시의 생각을 엿들으면서 그녀에게 관심을 갖게 되고, 동시에 딸 알렉스와도 관계를 회복해 나간다. 닉은 다아시의 광고 아이디어를 훔치지만, 결국 자신의 행동을 후회하고 그녀를 다시 고용하게 만든다. 닉은 여성들의 생각을 듣는 능력을 통해 주변 사람들과의 관계를 개선하고, 특히 자살을 생각하던 동료 에린에게 새로운 일자리를 제공한다.
닉은 번개 치는 폭풍 속에서 능력을 잃지만, 알렉스와 화해하고, 다아시에게 모든 진실을 털어놓는다. 처음에는 화를 냈던 다아시는 결국 닉을 용서하고 둘은 키스를 나눈다. 영화는 닉이 여성들의 마음을 이해하고, 보다 성숙한 사람으로 변화하는 과정을 보여준다.

## 출연진
- 멜 깁슨
- 헬렌 헌트
- 마리사 토메이
- 마크 퓨어스타인
- 로렌 홀리
- 애슐리 존슨
- 주디 그리어
- 앨런 알다

## MBC 성우진
- 박지훈 - 닉(멜 깁슨)
- 최덕희 - 달시(헬렌 헌트)
- 황일청 - 댄(앨런 알다)
- 손원일 - 모건(마크 퓨어스타인)
- 박선영 - 알렉스(애슐리 존슨)
- 엄현정 - 롤라(마리사 토메이)
- 조향이 - 지지(로렌 홀리)
- 이선주 - 퍼킨스(베트 미들러)
- 정남 - 스텔라(다이아나-마리아 리바)
- 김지영
- 표영재
- 김서영
- 이자옥
- 배정민
- 채의진
- 고성일
- 조현정
- 문남숙
- 박신희
- 방성준